# Soglie
Soglie è un saggio dello strutturalista, narratologo e critico della letteratura Gérard Genette.
In quest'opera, Genette mette al centro della sua indagine classificatoria i dintorni dei testi, vale a dire tutte le pratiche che 'accompagnano' la produzione e la ricezione di un testo: dai cappelli introduttivi, al corredo tipografico, al formato, all'eventuale 'lancio' pubblicitario, ecc. Per tutte queste pratiche, Genette propone la nuova definizione complessiva di paratesto.

## Prefazione
"L'opera letteraria è costituita essenzialmente da un testo. Questo testo però si presenta raramente nella sua nudità".
Nella definizione di paratesto, il prefisso para- viene utilizzato nella sua ambiguità di particella "che designa contemporaneamente prossimità e distanza...qualcosa al di qua ed al di là."
Il paratesto è costituito dal peritesto (i messaggi paratestuali localizzati nello stesso volume) e dall'epitesto (messaggi all'esterno del libro: interviste, carteggi, ecc.).
Il paratesto fattuale è "costituito non da un messaggio esplicito, ma da un fatto la cui sola esistenza, se conosciuta dal pubblico, apporta qualche commento al testo" (ad esempio, l'identità dell'autore).

## Peritesto editoriale
È il paratesto direttamente dipendente dalla responsabilità dell'editore: copertina, frontespizio, formato, ecc.
- Formato: Un tempo il grande formato era garanzia di qualità; oggi la situazione sembra essersi capovolta: se l'edizione corrente (hard cover) dev'essere abbastanza grande per colpire in vetrina, l'edizione tascabile (paperback) è riservata alla riedizione di successi popolari o di classici della letteratura; l'edizione tascabile di un testo diventa così "sinonimo di consacrazione".
- Collana: raddoppiamento e specificazione del marchio editoriale. "L'autore si credeva saggista e si ritrova sociologo, linguista, teorico della letteratura".
- Copertina: verso il 1820 il frontespizio cede alla copertina il ruolo di luogo principalmente delegato al peritesto editoriale. Le 4 pagine "di copertina", il dorso, l'eventuale sovraccopertina e la 'fascetta' sono supporti effimeri, che "contengono messaggi paratestuali concepiti come transitori, da dimenticare una volta fatto il loro effetto [...] L'assieme di questi elementi periferici ha paradossalmente l'effetto di respingere la copertina verso l'interno del testo".
- Sguardie: sono così chiamate le pagine 1 e 2 lasciate bianche.
- Occhiello: è la terza pagina; riporta solo il titolo. "Luogo ottimale per la dedica d'esemplare".
- Le pagine 4, 5, 6 contengono ulteriori indicazioni editoriali (tra le quali "troppo raramente" i dati tipografici).
- Frontespizio (da frontispice, spazioso portico che veniva spesso riportato in illustrazione). Contiene titolo, autore, epigrafe, dedica. Nella pagina seguente si usava collocare l'epistola dedicatoria.
- Colophon: nelle pagine finali. Indica data e luogo di stampa, copyright, ecc.
- Altri elementi impliciti del peritesto editoriale
  - La composizione tipografica
  - La scelta della carta (la carta pregiata giustifica la qualità delle tirature limitate). "Questa limitazione compensa in una certa misura, per i bibliofili, il carattere ideale e potenzialmente illimitato delle opere letterarie".

## Il nome dell'autore
In passato era indicato all'interno del testo (vedi Esiodo in Le opere e i giorni, Turoldo nella Chanson de Roland, Dante nella Divina Commedia, ma anche "Marcel" nella Recherche)
Oggi si trova sulla copertina (in caratteri più o meno grandi a seconda della fama dell'autore) e sul frontespizio.
L'autore può firmarsi in tre modi
- onimato (neologismo: "firmarsi col proprio nome"). "Conservare il proprio nome non è sempre un fatto innocente": può essere un richiamo pubblicitario, coprire pratiche di ghost writing; la donna sposata deve scegliersi il cognome, ecc. La funzione contrattuale del nome dell'autore è molto più forte nella scrittura referenziale (saggistica) che non nelle opere di finzione.
- anonimato: non firmarsi. Esistono diversi tipi di anonimato.
  - anonimati "di fatto", indipendenti dalle decisioni dell'autore.
  - criptici (il nome dell'autore è nascosto nell'opera).
  - di convenienza, per motivi precauzionali, o per capriccio. Walter Scott e Jane Austen inventano la formula "dell'autore di ...": paradossale economia per indicare un'identità autoriale senza ricorrere né all'anonimato, né allo pseudonimato.
- pseudonimato: firmarsi con uno pseudonimo, in senso stretto con un altro nome.
  - apocrifo: l'autore attribuisce il suo testo a un altro autore conosciuto (di solito per venderlo meglio).
    - apocrifo consentito: l'autore conosciuto acconsente a fare da prestanome.

  - plagio: l'autore firma un testo non suo (l'opposto dell'apocrifo).
  - finzione d'autore: l'autore attribuisce il testo a un autore immaginario.

Perché lo pseudonimato? Per volersi nascondere al pubblico, distanziare la carriera 'civile' da quella 'letteraria', darsi un tono (menzionando titoli nobiliari o civili), ecc.

## Titolo
- titolo: (ad esempio: Zadig)
- sottotitolo: (Ou la destinée)
- indicazione generale (histoire orientale)

(Oggi solo il primo elemento è obbligatorio)
- Esistono anche i sopratitoli, ad indicare titoli di raccolte di più testi (per esempio Alla ricerca del tempo perduto è il sopratitolo de La fuggitiva).

Anticamente il Titulus era l'etichetta sull'estremità del rotolo di papiro; ma il titolo di solito si trovava immerso nel testo senza un suo statuto specifico (preceduto magari da un incipit)
Dall'invenzione della stampa, compare il colophon; verso il 1480 il frontespizio; dal 1820 la copertina.
Oggi, nel peritesto, il titolo compare in quattro luoghi quasi obbligatori: prima di copertina, dorso, frontespizio, occhiello. Inoltre esso compare, come intestazione a tutte le pagine sinistre (titolo corrente; alla pagina destra è riservato il titolo corrente del capitolo). Inoltre, può comparire nella lista delle opere dello stesso autore.
Il titolo può cambiare (ad opera dell'autore, dell'editore o del pubblico) per vari motivi; può essere accompagnato da nomignoli; può perdersi; abbreviarsi; integrare la data della sua pubblicazione.
Il titolo non è rivolto soltanto ai lettori del testo, ma anche a chi il testo non lo legge e non lo compra neppure: un più vasto pubblico di paralettori.

### Titoli rematici e tematici
Genette distingue tra tema (ciò di cui si parla) e rema (ciò che se ne dice).
I poemetti in prosa che Baudelaire compone sullo spleen della città di Parigi sono raccolti sotto un titolo tematico, Le spleen de Paris, e sotto un titolo rematico, Petits poèmes en prose.
- I titoli tematici possono indicare:
  - l'oggetto centrale dell'opera (Cronaca di una morte annunciata);
  - un oggetto secondario (I tre moschettieri);
  - un rapporto simbolico col testo (Sodoma e Gomorra, Ulisse);
  - un rapporto antifrastico (La gioia di vivere);
  - un titolo può anche caratterizzarsi per l'assenza provocatoria di rapporti col testo (La cantatrice calva);
  - il titolo di un'opera di cui si parla nel testo (Doctor Faustus...);
  - una citazione (Tenera è la notte);
  - un pastiche (La commedia umana), ecc.
- I titoli rematici: Odi, Epigrammi, Diario, Autobiografia, Meditazioni, ecc.

## Prière d'insérer
Si tratta di un paratesto tipico della consuetudine editoriale francese. Nel XIX secolo si trattava di un breve prospetto dell'opera che l'editore spediva ai direttori di giornali pregandoli che fosse pubblicato: una forma di pubblicità, non si sa se gratuita o no. Tra le due guerre diventa un breve sunto dell'opera, stampato su un foglietto volante ed inserito nelle edizioni omaggio destinate alla stampa ed ai critici. Negli anni cinquanta si comincia a indirizzarlo non solo alla critica, ma a tutti i lettori. Tra gli anni sessanta e anni settanta, infine, la maggior parte delle case editrici rinunciarono al foglietto volante: pubblicando il testo nella quarta pagina di copertina.
Si tratta di una sorta di prefazione abbreviata (e dalla prefazione può mutuare la casistica: allografa, autografa, apocrifa, etc.)

## Dediche
In passato la dedica era "generalmente un omaggio remunerato, in termini di protezione feudale, o in modo più borghese (o proletario), con moneta sonante". Questo aspetto economico tende a scomparire nell XIX secolo, con l'emancipazione economica degli scrittori. In passato, l'epistola dedicatoria aveva anche una funzione prefativa.
Il dedicatario (che può essere, come il dedicante, persona vera o immaginaria, entità collettiva, etc.) diventa in una certa misura, anche suo malgrado, garante (auctor) dell'opera stessa.
- Dedica di esemplare: la vendita degli "esemplari con dedica"... "faceva parte, nel XVI secolo, delle risorse legittime degli autori". La pratica che sopravvive in due consuetudini: "la firma degli esemplari riservati alla stampa (ti scrivo una bella dedica affinché tu mi scriva un bell'articolo)" e gli incontri in libreria con l'autore che firma le dediche.

## Epigrafi
Sono le citazioni in margine al testo: ce ne può essere una, più d'una, una per capitolo, ecc.
- L''epigrafato è l'autore del testo citato in epigrafe dallepigrafatore. Esso può essere anonimo, pseudonimo, autografo, allografo, ecc.
- L'epigrafatore può essere l'autore del testo o il suo editore, ma anche la sua voce narrante.
- L'epigrafatario (destinatario dell'epigrafe) è sempre il destinatario dell'opera, "che non sempre è il suo ricevente di fatto".

Le funzioni delle epigrafi (tutte implicite: "l'epigrafare è un gesto silenzioso"):
1. commentare il titolo;
2. commentare il testo;
3. mettersi sotto l'ala di un epigrafato autorevole.

## L'istanza prefativa
Per prefazione si intende qui "qualsiasi testo liminare... autoriale o autografo, che consiste in un discorso prodotto a proposito del testo che lo segue o precede" (la postfazione è qui considerata variante della prefazione).
Nel periodo "preistorico" della prefazione, essa è collocata all'interno del testo, di solito nelle prime pagine (i proemi, gli incipit). A un primo stadio paratestuale giungono i prologhi dei testi teatrali rinascimentali, non destinati alla rappresentazione. I primi prologhi paratestuali della storia della letteratura sono da considerarsi, almeno simbolicamente, quelli di Rabelais.
La prefazione si può classificare:
- a seconda del ruolo del prefatore, come:
  - autoriale o autografa (scritta dall'autore)
    - assuntiva (l'autore ammette di esser tale)
    - denegativa (l'autore nega: ad esempio, I promessi sposi)

  - allografa (scritta da altro autore)
  - attoriale (scritta da... uno dei personaggi del testo)
- a seconda dell'autenticità dell'attribuzione, come:
  - autentica (se l'attribuzione è comprovata)
  - apocrifa (se l'attribuzione ad una persona reale è falsa)
  - fittizia (se la persona a cui è attribuita non esiste).
- a seconda di quando viene composta, come:
  - originale (prima pubblicazione)
  - ulteriore (pubblicazioni successive)
  - tardiva (ultima pubblicazione in vita)
  - postuma

La prefazione autoriale originale si pone il problema di ottenere dal destinatario una lettura, possibilmente buona, del testo: intrigare il lettore secondo i principi della captatio benevolentiae: valorizzare l'opera senza insistere troppo sul valore dell'autore; vantare l'importanza o la novità dei temi trattati, la classicità delle forme, l'unità o la varietà della composizione, la veridicità delle informazioni, ecc. A volte si tratta di un parafulmine (Lichtenberg) nel quale l'autore cerca di scaricare, anticipandole, le critiche negative che il suo libro scatenerà, secondo la tecnica retorica dell'oppositio. Altrove, si tratta di fornire istruzioni per l'uso del testo, o di informare sulla genesi dell'opera, e sul tipo di pubblico che l'autore si aspetta di interessare. Oppure di ringraziare amici e collaboratori (sotto alla rubrica che in inglese è chiamata Acknowledgements). Essa può risolversi in un vero e proprio contratto finzionale tra autore e pubblico.
Una prefazione può diventare una vera e propria dichiarazione, di poetica o d'altro. La postfazione originale è molto rara. Per essa, infatti, è sempre o troppo presto per poter correggere i danni constatati dal pubblico e dalla critica, o troppo tardi per indirizzare il lettore ad una lettura che ha già svolto.
La prefazione ulteriore viene scritta dopo la prima edizione del testo: può contenere risposte alle critiche, aggiustamenti.; può essere il luogo in cui l'autore svela il suo vero nome, ecc.
La prefazione tardiva, o testamentaria, o prepostuma, ha il valore di "ultima volontà" dell'autore riguardo al suo testo, dal quale può anche prendere le distanze.
La prefazione allografa nasce nel '500 come prefazione dell'editore o del traduttore: la prima allografa originale è forse l'editio princeps dell'Adone di Marino, prefata da Chapelain (1623). Ha la funzione di presentare autore ed opera, e di valorizzare entrambi.
La prefazione attoriale dev'essere firmata da un personaggio del testo che egli stesso introduce. È il caso di Valery che scrive una prefazione ad un saggio sulle sue opere poetiche.
La prefazione finzionale comprende tutti i tipi di prefazioni apocrife e fittizie, o anche autoriali denegative: tutte quelle, insomma, dove l'autore si maschera o si nasconde al lettore. Esse hanno un carattere prettamente ludico: qui vediamo "l'atto prefativo... mirarsi e mimarsi, in un compiaciuto simulacro dei propri procedimenti. In questo senso... non fa che esacerbare, sfruttandola, la tendenza profonda della prefazione ad una self-consciousness allo stesso tempo infastidita e gioiosa: che gioca con il proprio fastidio".

## Gli intertitoli
Si tratta dei titoli che indicano frazioni del testo (capitoli, tomi, sezioni, etc.)... nel caso che il testo sia suddiviso in tali frazioni.
Vi sono vari gradi di presenza dell'intertitolo: esso può non esserci (a volte nelle raccolte poetiche è allora sostituito dell'incipit: "Taci, anima stanca di godere..."), può ridursi alla semplice indicazione rematica (Canto XXX), dare un'informazione tematica (Ceci tuera cela), dare entrambe. La più antica intertitolazione era forse di carattere tematico (La Telemachia, sezione dell'Odissea), ma cedette già in epoca classica il posto a suddivisioni più meccaniche, di carattere rematico (Eneide: Libro I) . È a partire dal medioevo che a questa intertitolazione se ne accosta una tematica, più 'ufficiosa': l'intertitolazione descrittiva (Come di notte Renart si portò via...), destinata ad un vasto successo nelle narrazioni realistico-comiche, dal Decameron (dove l'intertitolo è un vero e proprio argomento, riassunto della novella), a Il nome della rosa, dove se ne fa un uso prettamente parodico. Un intertitolo tematico più breve e sobrio, diffuso da Walter Scott, ha maggior fortuna negli ultimi due secoli. (Il grande artista di questo genere paratestuale è Victor Hugo).
L'"atteggiamento sobrio... era inizialmente quello della dignità classica, e poi del realismo serio. La presenza-schermo del paratesto rischia nuovamente di attirare troppa attenzione non tanto sul testo, ma sul libro in quanto tale... "Questo - dice in generale il paratesto - è un libro." Non è falso, ovviamente, ed è bene che si dica qualsiasi verità. Ma un lettore potrebbe anche desiderare che il suo lettore dimentichi questo genere di verità [...] Il migliore intertitolo... è forse quello che sa anche farsi dimenticare."
Accade spesso che questa intertitolazione metta in discussione il carattere omodiegetico (di narrazione alla prima persona) dell'opera (Ad esempio, nel Nome della Rosa il narratore e l'autore dell'intertitolazione sono due o più persone distinte). Altrove anche l'intertitolazione è omodiegetica (David Copperfield, cap.1: Vengo al mondo)
L'intertitolo ricompare altrove nel paratesto: come titolo corrente, di solito ad intestazione della pagina a destra, e nell'indice,, luogo tra i più suggestivi in margine al testo.

## Le note
"Una nota è un enunciato di lunghezza variabile (basta una parola) relativo ad un segmento più o meno determinato di testo, e disposto in rapporto o in riferimento a questo segmento". Caratteristica di questo genere paratestuale è la parzialità del testo di riferimento e, di conseguenza, del paratesto stesso.
La glossa (nota a partire dal 1630) nasce e si sviluppa nel medioevo. Disposte a margine del testo, o in differenti posizioni, fino ad assumere, nella produzione standard odierna, la posizione a piè di pagina (o, nei casi più scomodi, in coda ai capitoli o al testo intero).
La classificazione può ricalcare quella adoperata per le prefazioni: abbiamo note originali, ulteriori, tardive; a seconda del destinatore, autografe, allografe, attoriali, e simultaneamente autentiche, apocrife, fittizie.
I destinatari sono, virtualmente, i lettori dell'opera, anche se un apparato di note (come una prefazione) si può presentare come 'facoltativo' al lettore.
La nota indica, spiega, giustifica, chiosa, risponde ai critici (se autoriale ulteriore), prende le distanze dal testo (se autoriale tardiva), può fornire un controcanto ironico al testo, introdurre il testo e spiegare i criteri di edizione (se allografa).
Una varietà particolare delle note è composta dalle note finzionali, il cui destinatore stesso finzionale:
- attoriali (es.: Lorenzo Alderani firma le note alle Ultime lettere di Jacopo Ortis), autoriali *denegative (L'autore nega di essere tale e si attribuisce soltanto la responsabilità dell'edizione dell'opera, note incluse: Jean-Jacques Rousseau per la Nouvelle Heloise)
- apocrife
- autoriali fittizie, ecc.

## L'epitesto pubblico
- Epitesto editoriale: ha funzione prevalentemente promozionale: pubblicità, inserzioni, ecc.
- Allografo ufficioso: testo allografo più o meno autorizzato dall'autore: recensioni, interventi critici...
- Autonomo (l'autore parla da sé: risposte pubbliche, autocommenti) o
- Mediatizzato (interviste, i convegni, etc.). Le interviste (epitesto mediatizzato) prevedono un colloquio dell'autore con un intervistatore che non è un interlocutore, ma piuttosto un medium attraverso il quale l'autore dialoga col pubblico. La conversazione è "in linea di principio più tardiva, più approfondita, condotta da un mediatore più strettamente motivato, con una funzione meno volgarizzatrice e promozionale...". I colloqui vedono l'autore dialogare con un uditorio di più persone.

## L'epitesto privato
"Ciò che secondo noi determina questo carattere è la presenza interposta, tra l'autore e l'eventuale pubblico, di un destinatario primo (un corrispondente, un confidente, l'autore stesso). Si tratta, in questo caso, di un destinatario vero e proprio, e non di un semplice medium.
Dividiamo in epitesto confidenziale (l'autore ha come destinatario un confidente) ed intimo (l'autore ha per destinatario sé stesso: diari, avantesti).
- L'avantesto è una sorta di 'prospetto', di primo abbozzo o schema del testo, che l'autore stende per sé stesso. (Occorre in ogni caso dubitare della buona fede dell'autore: è solo per sé stesso che sta scrivendo?).
- Una varietà dell'avantesto è il postesto: un apparato di correzioni su un testo già pubblicato (che si prefiggono di essere avantesto di una versione successiva).

"Il destino ultimo del paratesto è di raggiungere prima o poi il suo testo, per fare un libro"

## Conclusione
"Il carattere indeciso dei limiti non impedisce al paratesto di avere al suo centro un territorio proprio ed incontestabile... dove si manifestano chiaramente le sue "proprietà". Al di fuori di questo territorio ci guarderemo bene dal proclamare alla leggera che "tutto è paratesto".
Da questo studio emerge un fatto: la maggior parte degli scrittori eseguono il loro compito paratestuale con grande coscienza professionale; col rischio, poi, di incappare nell'eccesso di indicazioni paratestuali. Ma d'altronde "il paratesto non è altro che un ausiliario, un accessorio al testo... una soglia che non può che essere attraversata".

## Edizioni
- Gérard Genette, Soglie. I dintorni del testo, traduzione di Camilla Cederna, Einaudi, 1989.